# Блечли парк
Блечли Парк (на английски: Bletchley Park) е секретна военна площадка от времето на Втората световна война, днес музей, в Блечли, Милтън Кийнс, Бъкингамшър, Великобритания.
Там се е намирала Правителствената школа по кодиране и шифроване (Government Code and Cypher School, GC&CS) – по-късно прераснала в Център за правителствена връзка (Government Communications Headquarters, GCHQ), извършва криптоанализ на шифрите на германските ВМС, използвани за радиопредаване на свръхсекретни съобщения. Най-известен става случаят с разбиването на шифъра на шифровалната машина „Енигма“. Тези успехи според някои историци съкращават войната с 2 до 5 години. Тъй като работата по разшифроване изисква голяма изчислителна мощ, там са разработени някои от първите компютри.

## Криптоанализ през Втората световна война

### "Бомба"
„Бомбата“ е електромеханичен аналогов компютър, разработен отначало в Полша в предвоенните години и доразвит от британците, с който бързо и ефективно се тестват хиляди различни възможности за разбиване на шифъра на Енигма. Той изпробва последователно варианти на настройките на Енигма (ред и положение на роторите и превключвателите на пулта), за да намери вярната комбинация с помощта на т.нар. „атака въз основа на открит текст“ (crib). За всяко възможно положение на роторите машината по електрически път извършва поредица от логически дедукции и когато установи противоречие, отхвърля това положение и продължава нататък. По този начин остават доста малко на брой положения за по-нататъшен анализ. След първата машина, заработила на 18 март 1940 г., са построени още. Към края на 1941 г. обаче се оказва, че хората и машините не могат да смогват да дешифрират със същата скорост, с която германците усъвършенстват шифъра. Напредък е постигнат едва с доставката на автентични немски кодови таблици.

### Colossus
Немците обаче използват и криптирани съобщения, изпращани чрез телетип, доста по-различни от тези на Енигма. Lorenz SZ 40/42 е криптираща машина за военни комуникации от най-високо ниво. Подслушването на съобщенията от Lorenz започва през 1941 г. В опит да се дешифрират съобщенията е създаден Colossus Mark I, един сред първите в света цифрови компютри с електронни лампи. Алън Тюринг предлага за разшифроване да се използват статистически методи и те залягат в принципа на действие. Първият Colossus е създаден от Томи Флауърс, старши инженер в пощите, който използва опита си от телефонните централи с електромеханични релета. Colossus е доставен в Блечли парк на 18 януари 1944 г. и започва работа срещу германския шифър на 5 февруари.
Colossus е първият програмируем цифров компютър. Използва огромен брой вакуумни лампи. Има възможност да върши голям брой булеви логически операции, но не е бил цялостен по Тюринг. Произведени са 9 машини Mk II Colossus (един Mk I е преработен до Mk II, правейки общия брой на машините – 10). Mark I има 1500 вакуумни лампи, но Mark II със своите 2400 е 5 пъти по-бърз и по-лесен за работа. Това значително ускорява дешифрирането. Докато Mark I е в производство, вече се проектира Mark II. Алън Кумбс поема ръководната позиция в проекта Colossus Mark II, когато Томи Флауърс започва работа по други проекти.

## Музей
Дълго след войната работата на криптоаналзаторите остава секретна и затова информацията за първите компютри става известна едва след 1970-те. През 1993 г. тук е открит Национален музей на компютрите (The National Museum of Computing). През 2007 е изложена работеща реплика на Colossus.